# Club Deportivo Everest
El Club Deportivo Everest (antiguamente conocido como Círculo Deportivo Everest) es un equipo de fútbol profesional de Guayaquil, Provincia del Guayas, Ecuador. Fue fundado el 2 de febrero de 1931. Es uno de los clubes más tradicionales del Ecuador; y uno de los más tradicionales del fútbol del Guayas. Fue campeón de la Serie A de Ecuador en 1962, siendo uno de los 11 equipos que ha conseguido ser campeón del fútbol profesional del Ecuador. Actualmente juega en la Segunda Categoría de Ecuador. Es el equipo con más títulos en la Segunda Categoría del Guayas.
El club juega de local en el Estadio Alejandro Ponce Noboa, ubicado en el sector de Fertisa, sur de Guayaquil, aunque alterna algunos partidos en el Estadio Alberto Spencer. Actualmente está afiliado a la Asociación de Fútbol del Guayas.

## Historia
Se atribuye como fecha de fundación el 2 de febrero de 1931; aunque en algunos textos se puede encontrar como fecha de fundación en otras fechas, tales como: el 2 de noviembre de 1931, el 5 de junio de 1938 y en 2 de noviembre de 1948.
Como club deportivo, obtuvo trascendencia en el fútbol, donde ganó gran importancia en la provincia del Guayas y en los campeonatos provinciales donde participó en las décadas de los 40's y 50's, Pero su logro más grande ocurriría en 1962, año donde el equipo lograría su primer y, hasta ahora, único título de la Serie A, superando al Barcelona Sporting Club, además, como campeón, obtuvo un lugar en la Copa Libertadores 1963 donde jugó contra el Peñarol siendo eliminado por este en la primera ronda. Continuó participando en los campeonatos nacionales pasando por etapas oscuras y de brillo hasta 1983, cuando descendió a segunda categoría donde permanece hasta la actualidad. 
Alberto Spencer Herrera fue deportista de este club deportivo. Llegó al Everest desde Ancón a los 15 años, invitado por su hermano Marcos, que militaba en el club. Su debut fue en 1955, llegando a marcar 101 goles oficiales desde entonces hasta 1959, año en el que el club alcanzó el vicecampeonato del Guayas con su valioso aporte en la delantera y bajo la presidencia de Alfredo Isaías Barquet. Luego de esto el presidente del club en duras negociaciones con el presidente del Peñarol de Uruguay, logra un valor de transferencia nunca antes alcanzado por un jugador ecuatoriano, convirtiéndose en referente para otros traspaso de jugadores de le época. El jugador a inicios de 1960 partió al Uruguay para participar en el Peñarol. Sin embargo, Spencer no ganó ningún título ni jugó campeonatos nacionales con Everest.
El primero de estos, el Campeonato de Guayaquil de 1960; y el segundo cuando corría el año de 1962 y la cuarta edición del Campeonato Nacional de Fútbol cuando Everest se corona campeón, dejando a Barcelona relegado al vicecampeonato, y extendiendo un año más la hegemonía guayaquileña durante los primeros años del profesionalismo. En el partido clave contra Barcelona, a los 30 minutos del primer tiempo logró empatar con gol de Galo Pinto un partido que perdía por 1 a 0, con lo cual se alzó con la copa. 
En 1969 se realizó el torneo denominado Supercopa Ecuatoriana entre los equipos que habían sido campeones del Fútbol Ecuatoriano hasta 1968; en ésta participaron El Nacional, Emelec, Everest y Deportivo Quito; Barcelona se excusó de participar.  Esta copa fue ganada por el Club Deportivo Everest.  Como hasta la actualidad, esta Copa no ha sido vuelta a jugar, el Everest sigue siendo considerado el campeón reinante de la Supercopa de Campeones Ecuatorianos.
En 1983 el Club Deportivo Everest uno de los equipos más antiguos del Guayas bajó a Segunda Categoría donde permanece ininterrumpidamente desde entonces.
Las figuras más destacadas incluyen a: Víctor Manuel Garzón, Carlos Alberto Garzón, Jorge Spencer, Marcos Spencer y Alberto Spencer; Pedro Gando; Moacyr Claudino Pinto da Silva, Hugo Mejía, Manuel Uribe, Duval Altafuya, Carlos "Titán" Altamirano, Federico Cárdenas, Julio Bayona, Daniel Pinto, Ernesto Mesías, Gonzalo Cárdenas, Galo Pinto, Enrique Raymondi, Miguel Adolfo López, Pablo Villao, Francisco Aníbal Cibeyra, Juan Carlos Arzamendia, Gonzalo Castañeda, Crispín Verza, Horacio Romero, Carlos Raffo, Néstor Azón, Ramón Rodríguez, Lucio Calonga, José Johnson, Isidro Matute, Schliemann Ortiz, Jorge Espín y Alex Bolaños.

### Partidos Históricos Internacionales
| Fecha                  | Rival                | Resultado | Ciudad    | Comentario                                              |
| ---------------------- | -------------------- | --------- | --------- | ------------------------------------------------------- |
| 9 de diciembre de 1947 | Club Centro Iqueño   | 2:1       | Guayaquil |                                                         |
| diciembre de 1951      | Newell's Old Boys    | 1:1       | Guayaquil |                                                         |
| 30 de enero de 1952    | América de Cali      | 4:4       | Guayaquil |                                                         |
| 25 de abril de 1952    | Universidad de Chile | 3:0       | Guayaquil |                                                         |
| 1 de agosto de 1956    | Deportes Tolima      | 4:3       | Guayaquil |                                                         |
| 17 de febrero de 1960  | Palmeiras            | 1:1       | Guayaquil | Partido de despedida de Alberto Spencer                 |
| 23 de enero de 1963    | Sporting Cristal     | 2:1       | Guayaquil |                                                         |
| 22 de julio de 1964    | Alianza Lima         | 1:1       | Guayaquil |                                                         |
| 12 de marzo de 2017    | Club Sport Victoria  | 2:1       | Ica       | Presentación del Club Sport Victoria - Tarde Victoriana |

## Datos del club
- Puesto histórico: 25.° (26.° según la RSSSF)[8]
- Temporadas en Serie A: 10 (1960-1962, 1968-1970, 1980-1983).[9]
- Temporadas en Serie B: 4 (1974, 1977-1979).[9]
- Temporadas en Segunda Categoría: 48 (1967, 1971-1973, 1975-1976, 1984-presente).
- Mejor puesto en la liga: 1.° (1962).[10]
- Peor puesto en la liga: 14.° (1983).
- Mayor goleada a favor en torneos nacionales:
  - 9 - 1 contra INECEL (9 de noviembre de 1969).[11]
- Mayor goleada en contra en torneos nacionales:
  - 10 - 0 contra Liga de Quito (10 de julio de 1983).[12]
- Mayor goleada en contra en torneos internacionales:
  - 9 - 1 contra Peñarol (7 de julio de 1963) (Copa Libertadores 1963).[13]
- Máximo goleador histórico: Galo Pinto.
- Máximo goleador en torneos nacionales:
- Máximo goleador en torneos internacionales:
- Primer partido en torneos nacionales:
  - Everest 3 - 4 Macará (16 de octubre de 1960 en el Estadio Modelo Alberto Spencer).[14]
- Primer partido en torneos internacionales:
  - Everest 0 - 5 Peñarol (9 de junio de 1963 en el Estadio Modelo Alberto Spencer) (Copa de Campeones de América 1963).[13]
- Participaciones en Torneos internacionales:

| Competencia                      | Edición | Avanzó         |
| -------------------------------- | ------- | -------------- |
| Copa Libertadores de América (1) | 1963    | Fase de grupos |

## Evolución
| Equipo Campeón 1962 Equipo 2025 |

### Auspiciantes
- Actualizado al 2025.

Esta es la cronología de las marcas y patrocinadores de la indumentaria del club.
| Período   | Proveedor  |
| --------- | ---------- |
| 1979-2017 | Sin Marca  |
| 2018-2019 | Boman      |
| 2020-     | Pro Sports |

| Período   | Patrocinador                      |
| --------- | --------------------------------- |
| 1978      | Everest por Guayaquil             |
| 1979      | Sin Publicidad                    |
| 1980-1981 | Wellaform                         |
| 1982      | Celoplast S.A.                    |
| 1983      | Kramel                            |
| 1984-1993 | Sin Publicidad                    |
| 1994-1997 | Eveready                          |
| 2013      | Yogurt Persa, Seguros Sucre       |
| 2014-2015 | Sin Publicidad                    |
| 2016      | Plasensa                          |
| 2017      | Sin Publicidad                    |
| 2018      | Romina                            |
| 2019      | Sin Publicidad                    |
| 2020      | Uruguay 7 - Parrillada Bar y Cafe |
| 2021 -    | Bagno                             |

## Palmarés

### Torneos nacionales (2)
| Competición                        | Títulos         | Subcampeonatos |
| ---------------------------------- | --------------- | -------------- |
| Serie A de Ecuador (1/0)           | 1962. (Invicto) |                |
| Supercopa de Ecuador (1/0)         | 1969.           |                |
| Serie B de Ecuador (0/1)           |                 | 1979-II.       |
| Segunda Categoría de Ecuador (2/1) | 1967-C, 1976.   | 1984.          |

### Torneos provinciales
| Competición                           | Títulos                                                  | Subcampeonatos          |
| ------------------------------------- | -------------------------------------------------------- | ----------------------- |
| Segunda Categoría del Guayas (8/4)    | 1967, 1972, 1973, 1976, 1984, 1996, 1998, 2020. (Récord) | 1975, 1985, 2000, 2024. |
| Campeonato de Fútbol del Guayas (1/1) | 1960.                                                    | 1959.                   |

## Palmarés en otros deportes
- Campeón Campeonato Nacional de Béisbol (1): 1949.
- Subcampeón en Campeonato Nacional de Béisbol (1): 1950.
- Campeón Nacional de Voleibol (1): 1950[15]